# Raul Jorge
Pour les articles homonymes, voir Jorge.
Raul Jorge, de son nom complet Raul Jorge da Silva, est un footballeur portugais né le 18 novembre 1903 à Moita et mort en 1994. Il évoluait au poste d'attaquant.

## Biographie

### En club
Raul Jorge évolue pendant toute sa carrière au FC Barreirense de 1922 à 1938,.
Il dispute uniquement 6 matchs pour 3 buts marqués en première division portugaise durant la saison 1937-1938,.

### En équipe nationale
International portugais, il reçoit cinq sélections en équipe du Portugal entre 1929 et 1933, pour aucun but marqué.
Son premier match est disputé le 24 mars 1929 en amical contre la France (défaite 0-2 à Colombes).
Son dernier match a lieu le 2 avril 1933 en amical contre l'Espagne (défaite 0-3 à Vigo).